# Corcelles (Haute-Saône)
Pour les articles homonymes, voir Corcelles.
Corcelles est une ancienne commune française située dans le département de la Haute-Saône, en région Bourgogne-Franche-Comté. Elle est une commune associée à Saulnot depuis 1972. Le village est essentiellement connu pour son ancienne exploitation houillère et pour son viaduc où passe la LGV Rhin-Rhône.

## Géographie
Corcelles occupe la partie sud-ouest du territoire communal de Saulnot en Haute-Saône, à la limite du Doubs. Un viaduc appartenant à la LGV Rhin-Rhône est construit au nord du village. Ce dernier est bordé par un ruisseau et plusieurs collines qui sont les Planches (516 m), les Hautes Roches (506 m) le Milleremont (437 m), le Tremblot (419 m) et la Bruyère (415 m). Le paysage est assez déboisé.
Le village repose sur le bassin houiller keupérien et le gisement de schiste bitumineux de Haute-Saône daté du Toarcien.

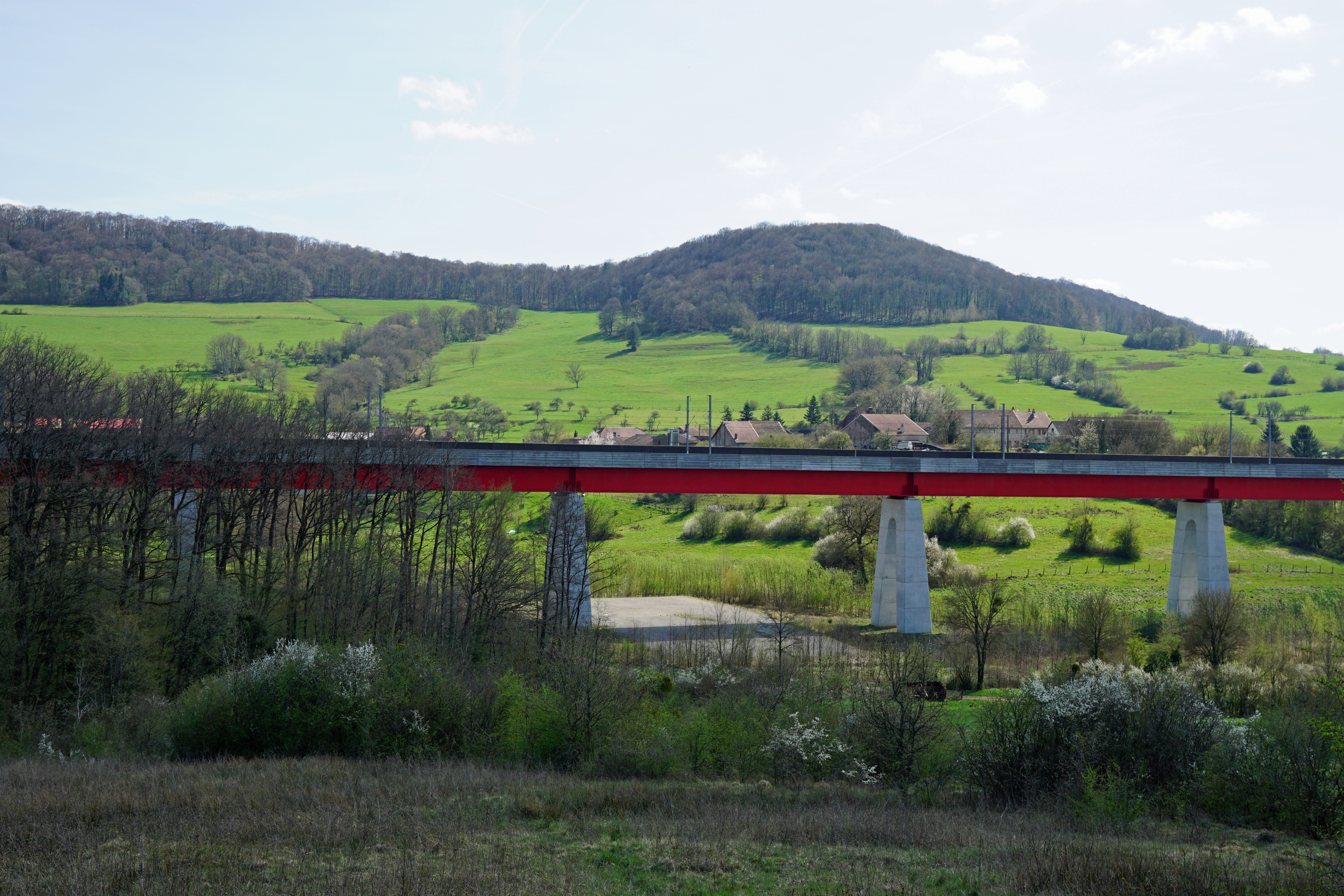
Les Planches (516 m), et le viaduc de Corcelles.
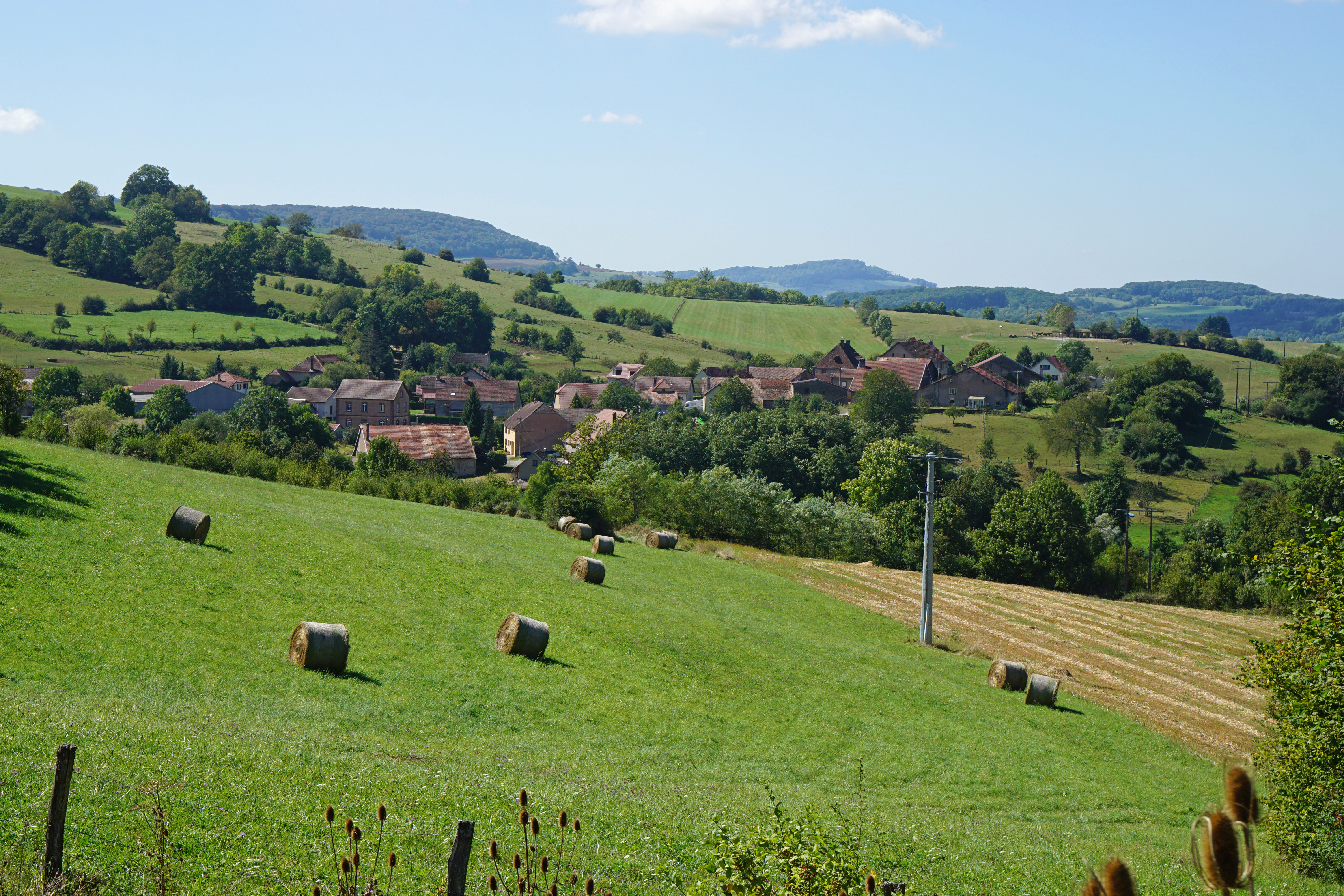
Paysage des collines environnantes.
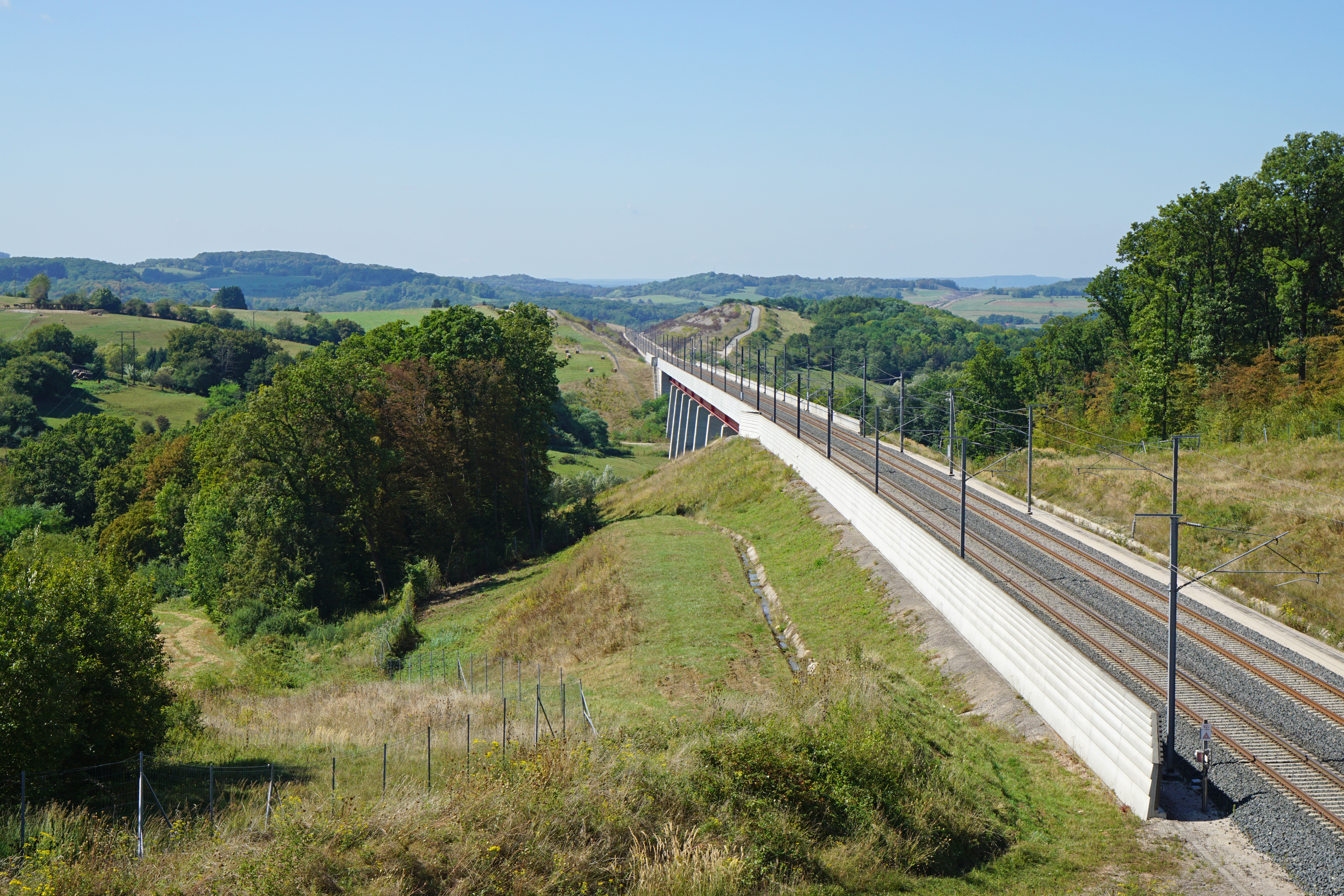
Passage de la LGV.

## Toponymie
L’étymologie vient du mot latin roman , cortem , du latin classique cohortem. Le mot latin était passé du sens de « groupe de soldats , cohorte » à celui de « groupe d’ habitations ». Le mot « cortem » a donné en français la « cour ». Avec le suffixe diminutif « cella » (au masculin , « cellum ». Le latin roman « corticella » désignait une petite exploitation agricole , un petit domaine.

## Histoire

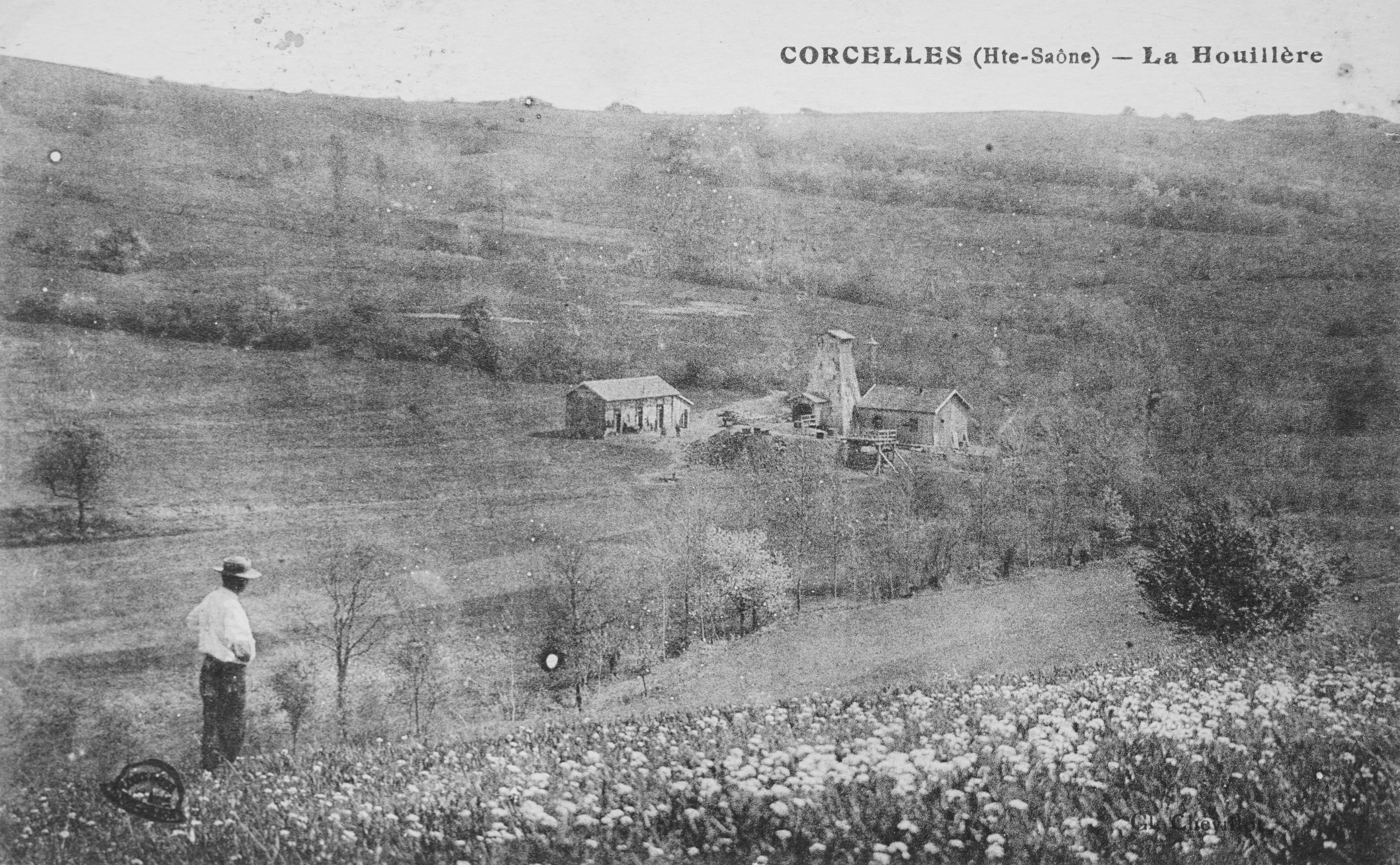
Infrastructures de surface d'un puits de charbon de Corcelles.

Des vestiges d'un camp daté de l'âge du bronze subsistent dans le bois de Corcelles.
Au Moyen Âge, Corcelles appartient à la seigneurie de Granges et fait partie de la paroisse de Saulnot.
Les houillères de Corcelles sont exploitées avec des interruptions et des changements de propriétaires de 1589 à 1921 pour alimenter la saline de Saulnot puis celle de Gouhenans,.
Des mines de pierre à plâtre sont également exploitées au même étage géologique que le charbon au début du XIXe siècle.
Corcelles fusionne en même temps que Gonvillars à Saulnot le 31 décembre 1972.

## Démographie
| 1793 | 1800 | 1806 | 1821 | 1831 | 1836 | 1841 | 1846 | 1851 |
| ---- | ---- | ---- | ---- | ---- | ---- | ---- | ---- | ---- |
| 150  | 174  | 158  | 166  | 200  | 215  | 203  | 206  | 220  |

| 1856 | 1861 | 1866 | 1872 | 1876 | 1881 | 1886 | 1891 | 1896 |
| ---- | ---- | ---- | ---- | ---- | ---- | ---- | ---- | ---- |
| 186  | 175  | 171  | 164  | 138  | 137  | 143  | 130  | 132  |

| 1901 | 1906 | 1911 | 1921 | 1926 | 1931 | 1936 | 1946 | 1954 |
| ---- | ---- | ---- | ---- | ---- | ---- | ---- | ---- | ---- |
| 123  | 111  | 99   | 85   | 77   | 80   | 79   | 69   | 68   |

| 1962 | 1968 | 2014 | 2015 | 2017 | - | - | - | - |
| ---- | ---- | ---- | ---- | ---- | - | - | - | - |
| 75   | 89   | 75   | 74   | 68   | - | - | - | - |

## Administration

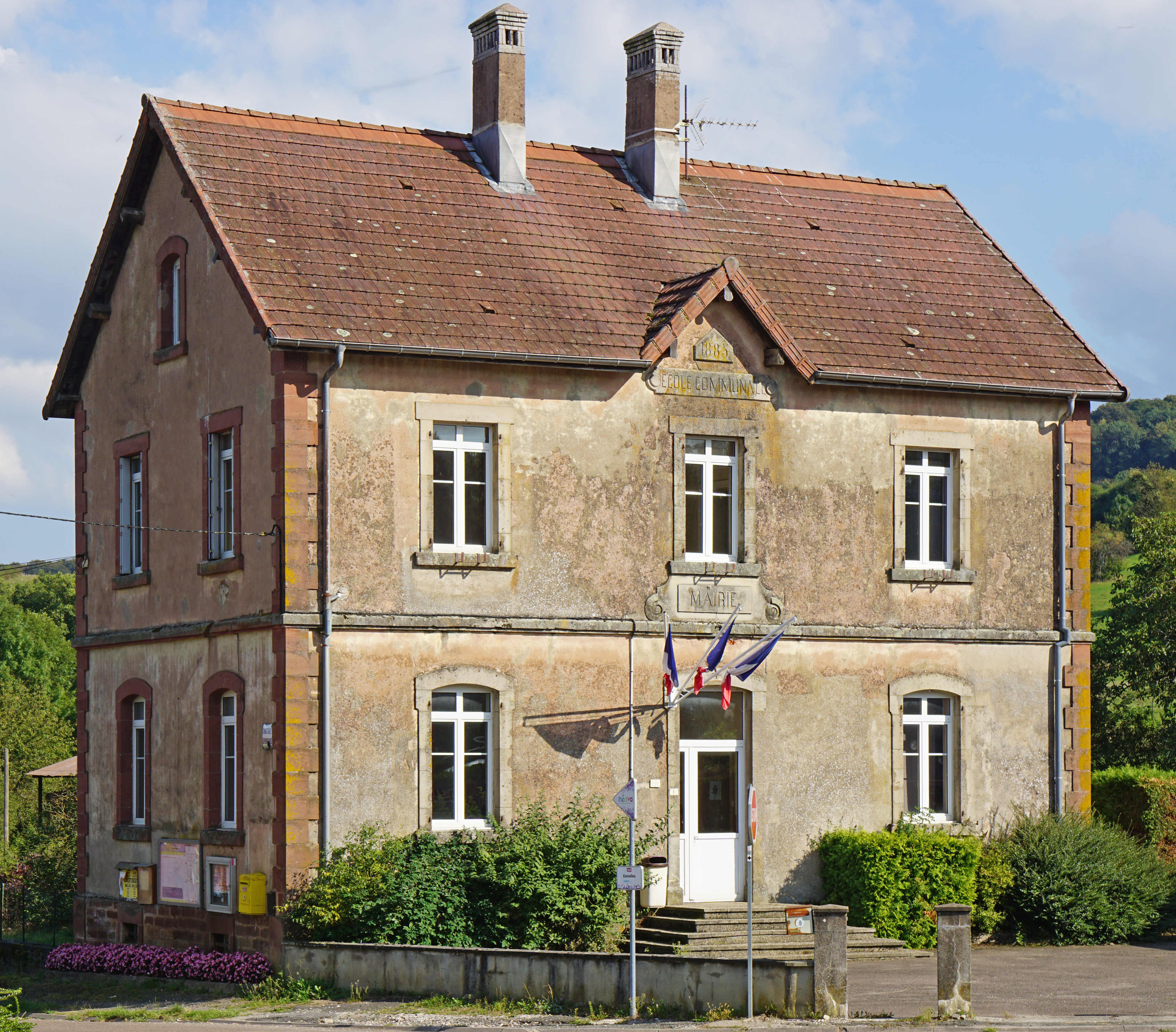
L'ancienne mairie-école.

Corcelles a le statut de commune associée avec Saulnot, elle est représentée par un maire délégué.
| Période                                  | Période   | Identité      | Étiquette | Qualité |
| ---------------------------------------- | --------- | ------------- | --------- | ------- |
| Les données manquantes sont à compléter. |           |               |           |         |
|                                          | mars 2008 | Charles Luthi | DVG       |         |
| mars 2008                                | en cours  | Gilles Goszka | DVG       |         |

## Monuments
- Vestiges miniers, dont un puits de charbon ouvert sur 10,5 mètres ;
- fontaines et calvaires ;
- monument aux morts surmonté d'un coq ;
- le viaduc de Corcelles, long de 445 mètres et haut de 25 mètres[15].

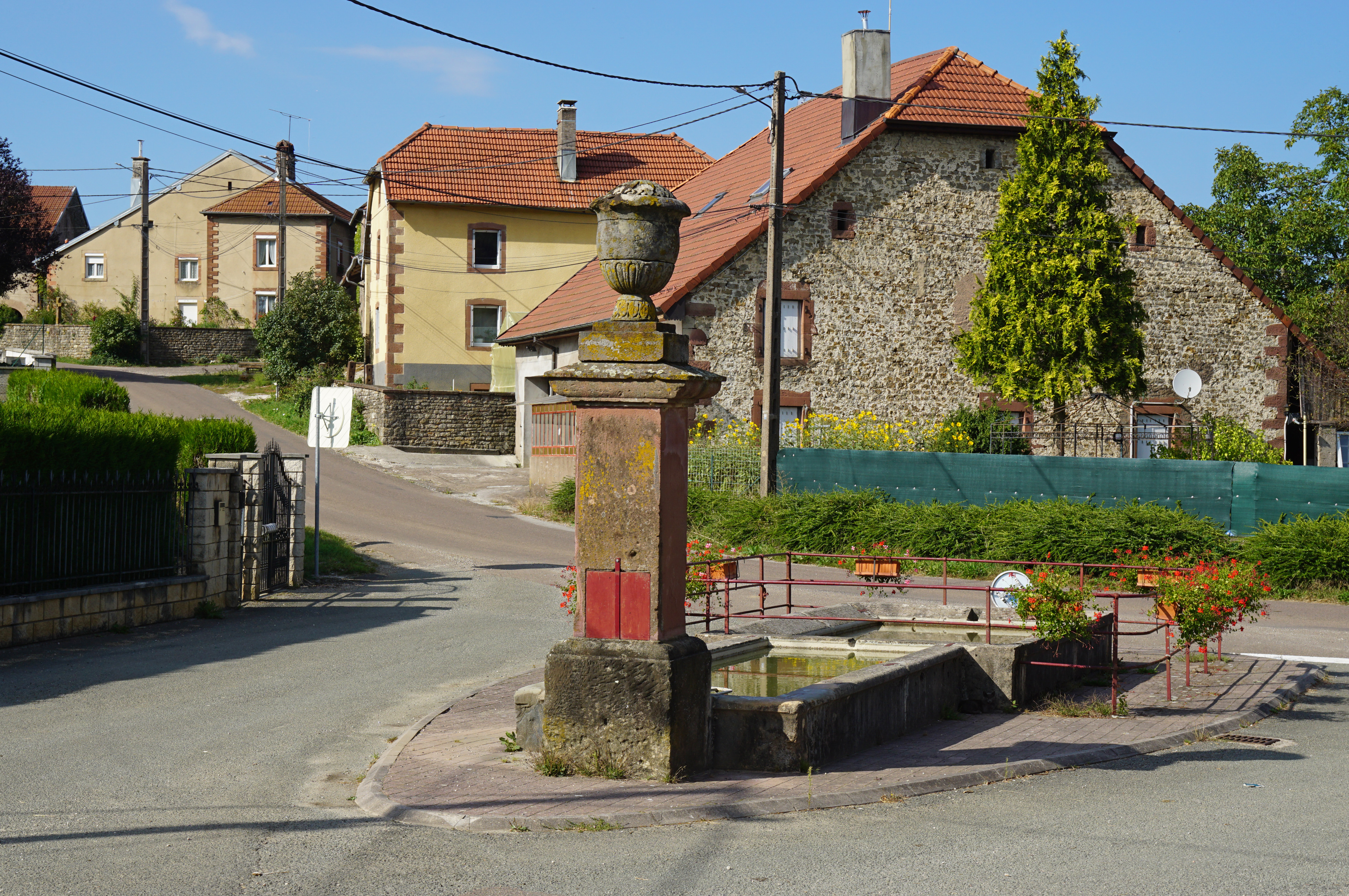
Fontaine au centre du village.
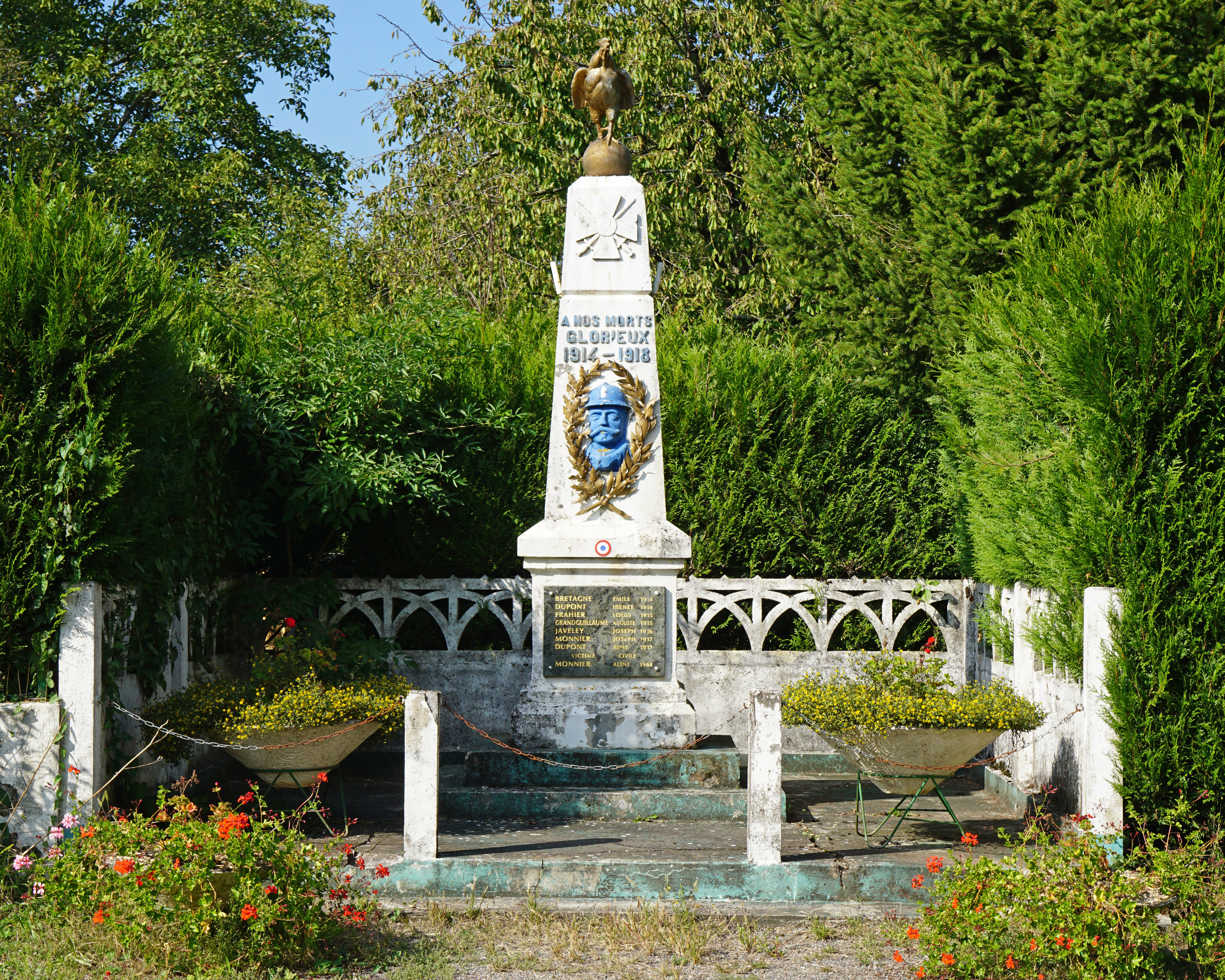
Le monument aux morts.
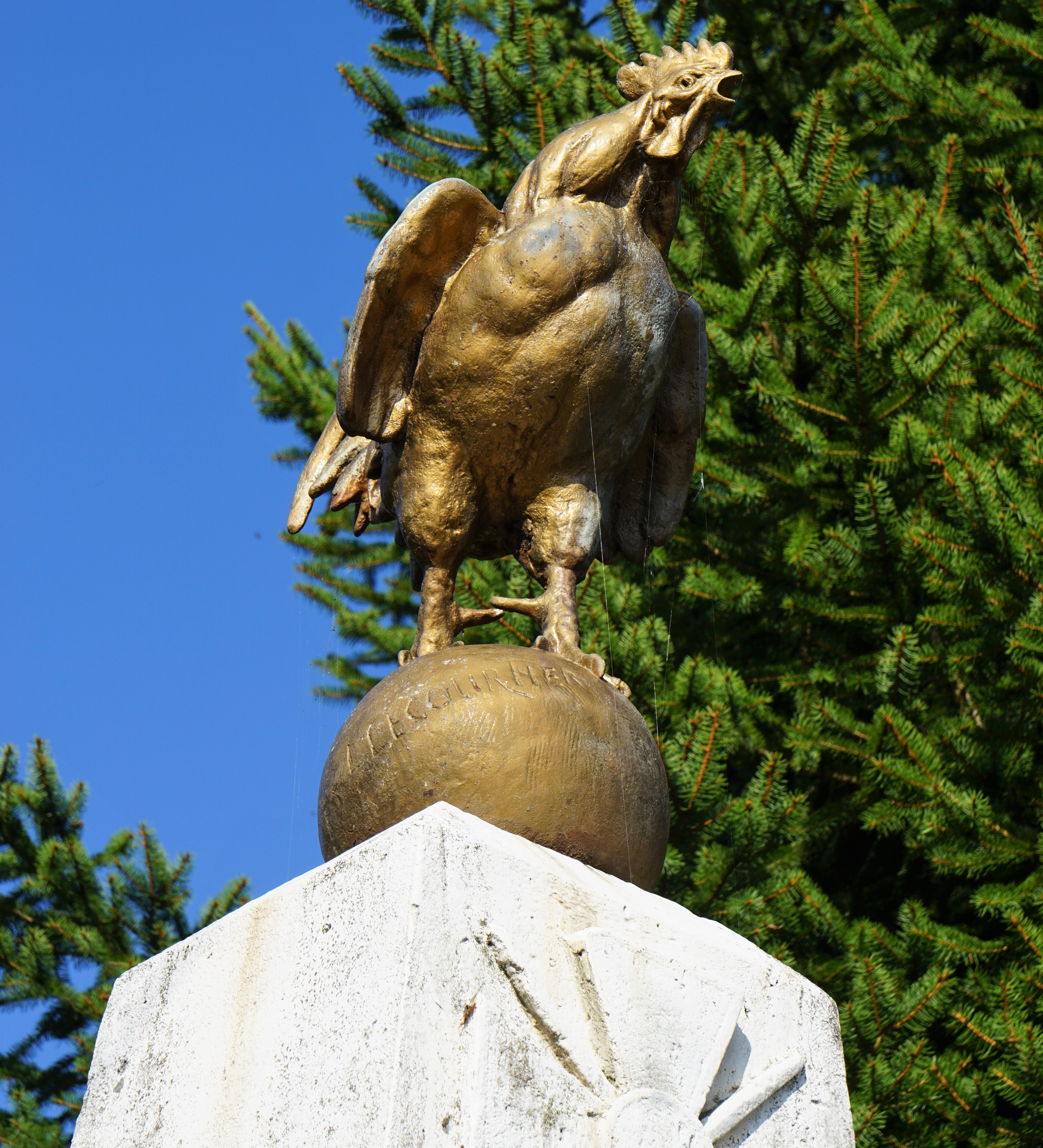
Le coq.
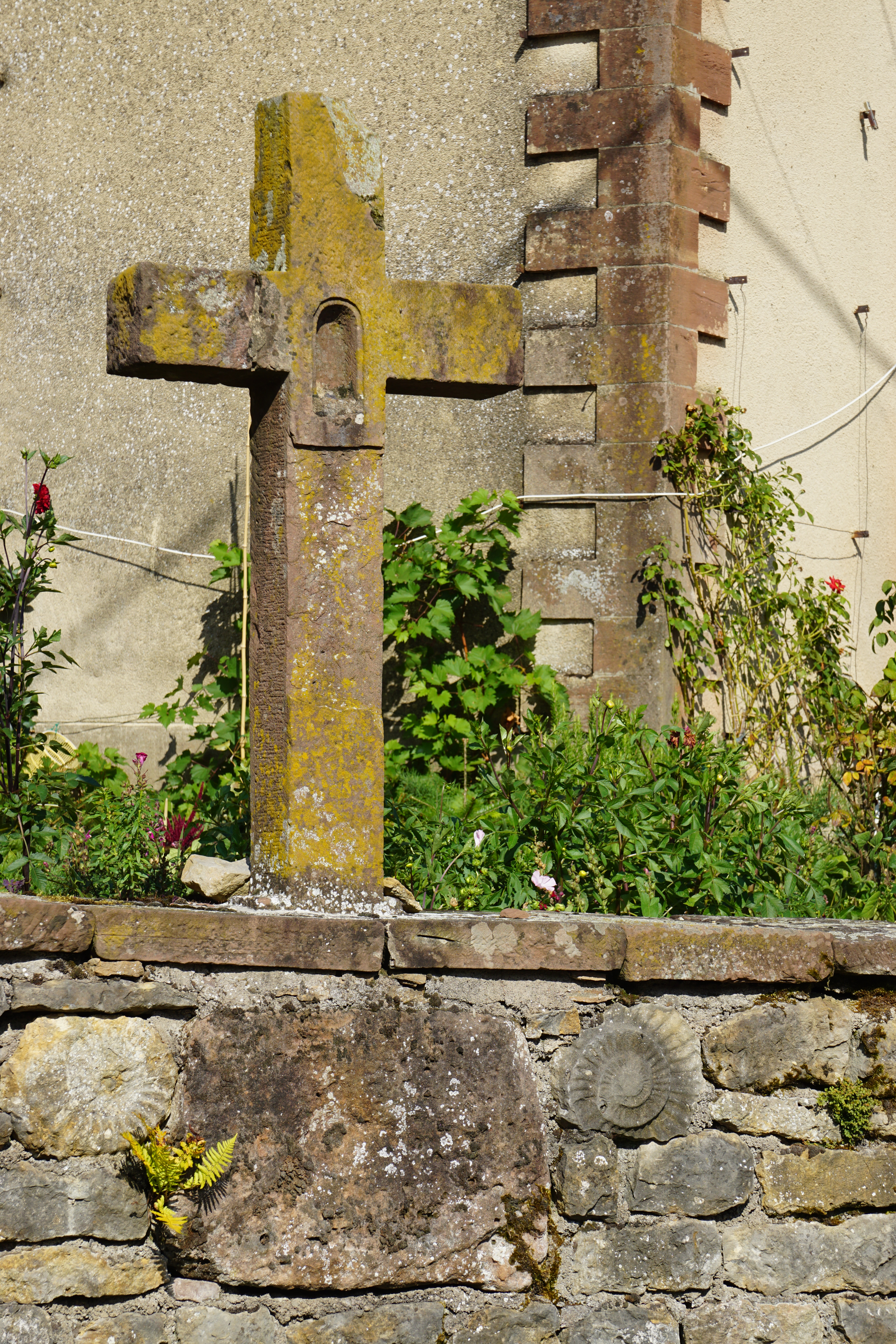
Croix.
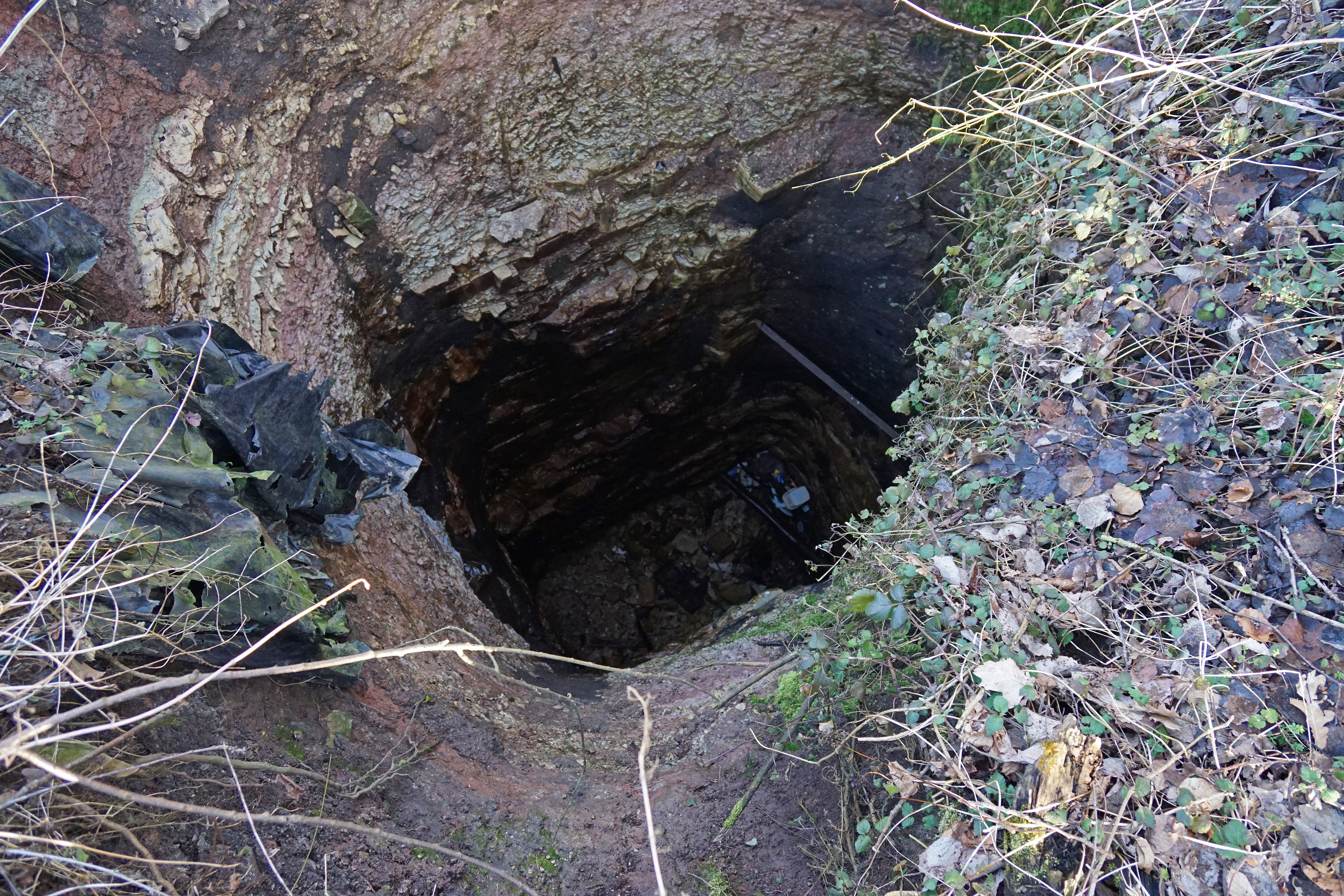
Le puits de mine de charbon ouvert.